# Kenneth M. Snoeck
Kenneth M. Snoeck (Detroit, Michigan, 11 januari 1946) is een Amerikaans componist, muziekpedagoog en dirigent.

## Levensloop
Snoeck studeerde aan de Central Michigan University in Mount Pleasant (Michigan) en behaalde daar zijn Bachelor of Music en zijn Master of Music. Aansluitend was hij docent aan universiteiten en aan open bare scholen. In totaal 23 jaren was hij leraar en dirigent aan de Lake Park High School in Roselle, Illinois en dirigeerde aldaar ook het Lake Park Wind Ensemble en de Lake Park Marching Band. Met de Lake Park concert bands was hij in 1997 in Moskou, Rusland en een hoogtepunt van deze concertreis was een gezamenlijk concert met het Centraal Harmonieorkest van het Russische ministerie van defensie. In 2000 was hij met dezelfde orkesten in Frankrijk en hebben in Toulon een gezamenlijk concert bestreden met de Musique des Équipages de la Flotte de Toulon. 
Als componist schreef hij bekende werken voor harmonieorkest en voor slagwerk-ensemble.

## Composities

### Werken voor harmonieorkest
- 1971 Scaramouch - Symphony No. 3, voor harmonieorkest
- 2007 Dybbuk Variations

### Kamermuziek
- 1974 Octet, voor toetsen-slagwerk (marimba, xylofoon, vibrafoon, klokkenspel etc.)
  1. Prelude: Moderato
  2. Passages: Allegro
- Whiplash

## Publicaties
- Kenneth M. Snoeck: Contemporary Drill Design, C.L. Barnhouse Inc.
- Jerry Gardner: A Little Night and Day Music. (A Commissioned Work for School Bands) by Samuel Adler - American Debate, an Antiphonal Overture. (A Commissioned Work for School Bands) by Henry Brant - Zandunga Serenade. (A Commissioned Work for School Bands) by Carlos Chavez - Variations on an Ancient Hymn. (A Commissioned Work for School Bands) by Howard Hanson, in: Notes, 2nd Ser., Vol. 35, No. 4 (Jun., 1979), pp. 975-977